# اسکوپولا ایراناریا
اسکوپولا ایراناریا (نام علمی: Scopula iranaria) گونه‌ای شاپرک است. زیستگاه این حشره در ایران می‌باشد.